# فهرست فیلم‌های شماره یک گیشه ژاپن (۲۰۲۴)
فهرست فیلم‌های شماره یک گیشه ژاپن، در زیر فهرستی از فیلم‌های شماره یک ۲۰۲۴ گیشه در ژاپن به تفکیک هفته آمده است.
| هفته # | تاریخ           | فیلم                                             | ناخالص                 | یادداشت       |
| ------ | --------------- | ------------------------------------------------ | ---------------------- | ------------- |
| ۱      | ۷ ژانویه ۲۰۲۴   | جاسوس × کد خانواده: سفید                         | ۳٬۸۱۶٬۱۰۰ دلار آمریکا  | [ ۱ ]         |
| ۲      | ۱۴ ژانویه ۲۰۲۴  | جاسوس × کد خانواده: سفید                         | ۲٬۱۸۴٬۷۰۰ دلار آمریکا  | [ ۲ ]         |
| ۳      | ۲۱ ژانویه ۲۰۲۴  | کاموی طلایی                                      | ۳٬۶۰۷٬۵۰۰ دلار آمریکا  | [ ۳ ]         |
| ۴      | ۲۸ ژانویه ۲۰۲۴  | موبایل سوت آزادی دانه گاندام                     | ۷٬۲۰۸٬۹۰۰ دلار آمریکا  | [ ۴ ]         |
| ۵      | ۴ فوریه ۲۰۲۴    | شیطان کش: کیمتسو نو یائیبا - به سوی تمرین هاشیرا | ۴٬۳۶۰٬۰۰۰ دلار آمریکا  | [ ۵ ]         |
| ۶      | ۱۱ فوریه ۲۰۲۴   | موبایل اس                                        | ۳٬۰۰۶٬۳۰۰ دلار آمریکا  | [ ۶ ]         |
| ۷      | ۱۸ فوریه ۲۰۲۴   | هایکیو نبرد در زباله‌دانی                         | ۱۴٬۸۶۸٬۳۰۰ دلار آمریکا | [ ۷ ]         |
| ۸      | ۲۵ فوریه ۲۰۲۴   | هایکیو نبرد در زباله‌دانی                         | ۷٬۴۴۵٬۲۰۰ دلار آمریکا  | [ ۸ ]         |
| ۹      | ۳ مارس ۲۰۲۴     | کارآگاه کانن: پنتاگرام میلیون دلاری              | ۴٬۳۶۳٬۹۰۰ دلار آمریکا  | [ ۹ ]         |
| ۱۰     | ۱۰ مارس ۲۰۲۴    | هایکیو نبرد در زباله‌دانی                         | ۵٬۷۳۵٬۵۰۰ دلار آمریکا  | [ ۱۰ ]        |
| ۱۱     | ۱۷ مارس ۲۰۲۴    | پلان طبقه                                        | ۳٬۱۷۶٬۵۰۰ دلار آمریکا  | [ ۱۱ ]        |
| ۱۲     | ۲۴ مارس ۲۰۲۴    | پلان طبقه                                        | ۳٬۴۲۸٬۸۰۰ دلار آمریکا  | In attendance |
| ۱۲     | ۲۴ مارس ۲۰۲۴    | هایکیو نبرد در زباله‌دانی                         | ۳٬۵۰۸٬۱۰۰ دلار آمریکا  | In gross      |
| ۱۳     | ۳۱ مارس ۲۰۲۴    | پلان طبقه                                        | ۳٬۲۴۳٬۵۰۰ دلار آمریکا  | [ ۱۳ ]        |
| ۱۴     | ۷ آوریل ۲۰۲۴    | پلان طبقه                                        | ۲٬۴۴۳٬۸۰۰ دلار آمریکا  | [ ۱۴ ]        |
| ۱۵     | ۱۴ آوریل ۲۰۲۴   | کارآگاه کانن: پنتاگرام میلیون دلاری              | ۲۱٬۷۷۹٬۶۰۰ دلار آمریکا | [ ۱۵ ]        |
| ۱۶     | ۲۱ آوریل ۲۰۲۴   | کارآگاه کانن: پنتاگرام میلیون دلاری              | ۱۲٬۴۲۱٬۲۰۰ دلار آمریکا | [ ۱۶ ]        |
| ۱۷     | ۲۸ آوریل ۲۰۲۴   | کارآگاه کانن: پنتاگرام میلیون دلاری              | ۸٬۶۳۶٬۲۰۰ دلار آمریکا  | [ ۱۷ ]        |
| ۱۸     | ۵ مه ۲۰۲۴       | کارآگاه کانن: پنتاگرام میلیون دلاری              | ۱۰٬۵۳۹٬۵۰۰ دلار آمریکا | [ ۱۸ ]        |
| ۱۹     | ۱۲ مه ۲۰۲۴      | کارآگاه کانن: پنتاگرام میلیون دلاری              | ۳٬۴۲۶٬۰۰۰ دلار آمریکا  | [ ۱۹ ]        |
| ۲۰     | ۱۹ مه ۲۰۲۴      | کارآگاه کانن: پنتاگرام میلیون دلاری              | ۲٬۶۲۱٬۳۰۰ دلار آمریکا  | [ ۲۰ ]        |
| ۲۱     | ۲۶ مه ۲۰۲۴      | پلیس‌های خطرناک: به خانه می‌آیند                   | ۲٬۲۵۰٬۶۰۰ دلار آمریکا  | In attendance |
| ۲۱     | ۲۶ مه ۲۰۲۴      | اوماموسومه: دربی زیبا: آغاز یک عصر جدید          | ۲٬۲۵۷٬۰۰۰ دلار آمریکا  | In gross      |
| ۲۲     | ۲ ژوئن ۲۰۲۴     | فیوریوسا: حماسه مکس دیوانه                       | ۲٬۰۲۸٬۲۰۰ دلار آمریکا  | [ ۲۲ ]        |
| ۲۳     | ۹ ژوئن ۲۰۲۴     | بوکی صخره! پاسخ:                                 | ۱٬۳۸۹٬۰۰۰ دلار آمریکا  | [ ۲۳ ]        |
| ۲۴     | ۱۶ ژوئن ۲۰۲۴    | خانواده عزیز                                     | ۱٬۶۲۶٬۸۰۰ دلار آمریکا  | [ ۲۴ ]        |
| ۲۵     | ۲۳ ژوئن ۲۰۲۴    | خانواده عزیز                                     | ۱٬۲۳۳٬۵۰۰ دلار آمریکا  | [ ۲۵ ]        |
| ۲۶     | ۳۰ ژوئن ۲۰۲۴    | بیا بریم! آنپانمن: بایکینمن و کتاب تصویر لولون   | ۱٬۰۶۸٬۵۰۰ دلار آمریکا  | In attendance |
| ۲۶     | ۳۰ ژوئن ۲۰۲۴    | نگاه به گذشته                                    | ۱٬۴۱۰٬۰۰۰ دلار آمریکا  | In gross      |
| ۲۷     | ۷ ژوئیه ۲۰۲۴    | نگاه به گذشته                                    | ۱٬۳۷۹٬۹۰۰ دلار آمریکا  | [ ۲۷ ]        |
| ۲۸     | ۱۴ ژوئیه ۲۰۲۴   | پادشاهی ۴: بازگشت ژنرال بزرگ                     | ۱۰٬۲۷۶٬۲۰۰ دلار آمریکا | [ ۲۸ ]        |
| ۲۹     | ۲۱ ژوئیه ۲۰۲۴   | پادشاهی ۴: بازگشت ژنرال بزرگ                     | ۵٬۲۱۸٬۸۰۰ دلار آمریکا  | [ ۲۹ ]        |
| ۳۰     | ۲۸ ژوئیه ۲۰۲۴   | پادشاهی ۴: بازگشت ژنرال بزرگ                     | ۳٬۶۵۵٬۸۰۰ دلار آمریکا  | In gross      |
| ۳۰     | ۲۸ ژوئیه ۲۰۲۴   | من نفرت‌انگیز ۴                                   | ۳٬۳۱۰٬۴۰۰ دلار آمریکا  | In attendance |
| ۳۱     | ۴ اوت ۲۰۲۴      | مدرسه قهرمانانه من: شما بعدی هستید               | ۶٬۲۷۱٬۹۰۰ دلار آمریکا  | [ ۳۱ ]        |
| ۳۲     | ۱۱ اوت ۲۰۲۴     | درون و بیرون ۲                                   | ۳٬۵۳۹٬۹۰۰ دلار آمریکا  | [ ۳۲ ]        |
| ۳۳     | ۱۸ اوت ۲۰۲۴     | درون و بیرون ۲                                   | ۳٬۴۰۹٬۰۰۰ دلار آمریکا  | [ ۳۳ ]        |
| ۳۴     | ۲۵ اوت ۲۰۲۴     | آخرین مایل                                       | ۶٬۸۱۰٬۵۰۰ دلار آمریکا  | [ ۳۴ ]        |
| ۳۵     | ۱ سپتامبر ۲۰۲۴  | آخرین مایل                                       | ۴٬۳۷۰٬۷۰۰ دلار آمریکا  | [ ۳۵ ]        |
| ۳۶     | ۸ سپتامبر ۲۰۲۴  | آخرین مایل                                       | ۳٬۳۱۸٬۷۰۰ دلار آمریکا  | [ ۳۶ ]        |
| ۳۷     | ۱۵ سپتامبر ۲۰۲۴ | همه چیز دربارهٔ سوئومی                            | ۳٬۱۲۲٬۳۰۰ دلار آمریکا  | [ ۳۷ ]        |
| ۳۸     | ۲۲ سپتامبر ۲۰۲۴ | آخرین مایل                                       | ۲٬۴۷۵٬۷۰۰ دلار آمریکا  | [ ۳۸ ]        |
| ۳۹     | ۲۹ سپتامبر ۲۰۲۴ | آخرین مایل                                       | ۱٬۴۹۹٬۲۰۰ دلار آمریکا  | [ ۳۹ ]        |
| ۴۰     | ۶ اکتبر ۲۰۲۴    | جنگ داخلی (فیلم ۲۰۲۴)                            | ۱٬۳۳۳٬۱۰۰ دلار آمریکا  | [ ۴۰ ]        |
| ۴۱     | ۱۳ اکتبر ۲۰۲۴   | شینجی موروی: شکست‌ناپذیر                          | ۲٬۴۱۹٬۰۰۰ دلار آمریکا  | [ ۴۱ ]        |
| ۴۲     | ۲۰ اکتبر ۲۰۲۴   | شینجی موروی: شکست‌ناپذیر                          | ۱٬۳۴۹٬۴۰۰ دلار آمریکا  | [ ۴۲ ]        |
| ۴۳     | ۲۷ اکتبر ۲۰۲۴   | هاکندن: داستان و واقعیت                          | ۱٬۰۹۴٬۷۰۰ دلار آمریکا  | [ ۴۳ ]        |
| ۴۴     | ۳ نوامبر ۲۰۲۴   | ونوم: آخرین رقص                                  | ۲٬۹۱۴٬۳۰۰ دلار آمریکا  | [ ۴۴ ]        |
| ۴۵     | ۱۰ نوامبر ۲۰۲۴  | حمله به تایتان                                   | ۱٬۶۱۹٬۵۰۰ دلار آمریکا  | [ ۴۵ ]        |
| ۴۶     | ۱۷ نوامبر ۲۰۲۴  | شینجی موروی: زنده بمان                           | ۳٬۰۸۵٬۵۰۰ دلار آمریکا  | [ ۴۶ ]        |
| 47     | ۲۴ نوامبر ۲۰۲۴  | ۱,۳۰۹,۴۰۰ دلار آمریکا                            | [ ۴۷ ]                 |               |
| 48     | ۱ دسامبر ۲۰۲۴   | بی‌چهره                                           | ۱,۳۴۳,۳۰۰ دلار آمریکا  | [ ۴۸ ]        |
| 49     | ۸ دسامبر ۲۰۲۴   | موانا ۲                                          | ۶,۲۴۴,۴۰۰ دلار آمریکا  | [ ۴۹ ]        |
| 50     | ۱۵ دسامبر ۲۰۲۴  | سلول‌ها مشغول کار!                                | ۵,۵۰۱,۲۰۰ دلار آمریکا  | [ ۵۰ ]        |
| 51     | ۲۲ دسامبر ۲۰۲۴  | سلول‌ها مشغول کار!                                | ۳,۳۹۶,۱۰۰ دلار آمریکا  | [ ۵۱ ]        |

## پرفروش‌ترین فیلم‌ها
آخرین به روز رسانی در ۲۹ اکتبر ۲۰۲۴.
| رتبه | عنوان                                      | ناخالص                                     |
| ---- | ------------------------------------------ | ------------------------------------------ |
| ۱    | کارآگاه کانن: پنتاگرام میلیون دلاری        | ¥۱۵٫۷۱ billion (۱۰۲٫۵ million دلار آمریکا) |
| ۲    | هایکیو نبرد در زباله‌دانی                   | ¥۱۱٫۵۵ billion (۷۵٫۴ million دلار آمریکا)  |
| ۳    | پادشاهی ۴: بازگشت ژنرال بزرگ               | ¥۷٫۹۶ billion (۵۲٫۰ million دلار آمریکا)   |
| ۴    | جاسوس × کد خانواده: سفید                   | ¥۶٫۳۲ billion (۴۱٫۳ million دلار آمریکا)   |
| ۵    | آخرین مایل                                 | ¥۵٫۶۰ billion (۳۶٫۶ million دلار آمریکا)   |
| ۶    | درون و بیرون ۲                             | ¥۵٫۲۸ billion (۳۴٫۵ million دلار آمریکا)   |
| ۷    | موبایل سوت آزادی دانه گاندام               | ¥۵٫۱۱ billion (۳۳٫۴ million دلار آمریکا)   |
| ۸    | پلان طبقه                                  | ¥۵٫۰۵ billion (۳۳٫۰ million دلار آمریکا)   |
| ۹    | من نفرت‌انگیز ۴                             | ¥۴٫۵۱ billion (۲۹٫۴ million دلار آمریکا)   |
| ۱۰   | تا زمانی که دوباره در تپه لیلی ملاقات کنیم | ¥۴٫۵۰ billion (۲۹٫۴ million دلار آمریکا)   |